# Kanton Basse-Terre-1
Kanton Basse-Terre-1 (francouzsky Canton de Basse-Terre-1) byl francouzský kanton v departementu Guadeloupe v regionu Guadeloupe. Tvořila ho část obce Basse-Terre. Zrušen byl při reformě francouzských kantonů v roce 2014.